# Тушнад
Тушнад (рум. Tușnad) — село у повіті Харгіта в Румунії. Адміністративний центр комуни Тушнад.
Село розташоване на відстані 197 км на північ від Бухареста, 19 км на південний схід від М'єркуря-Чука, 65 км на північ від Брашова.

## Населення
За даними перепису населення 2002 року у селі проживали 844 особи.
Національний склад населення села:
| Національність | Кількість осіб | Відсоток |
| -------------- | -------------- | -------- |
| угорці         | 807            | 95,6%    |
| румуни         | 20             | 2,4%     |
| цигани         | 17             | 2,0%     |

Рідною мовою назвали:
| Мова      | Кількість осіб | Відсоток |
| --------- | -------------- | -------- |
| угорська  | 825            | 97,7%    |
| румунська | 19             | 2,3%     |